# Pfarrkirche St. Leonhard im Lavanttal

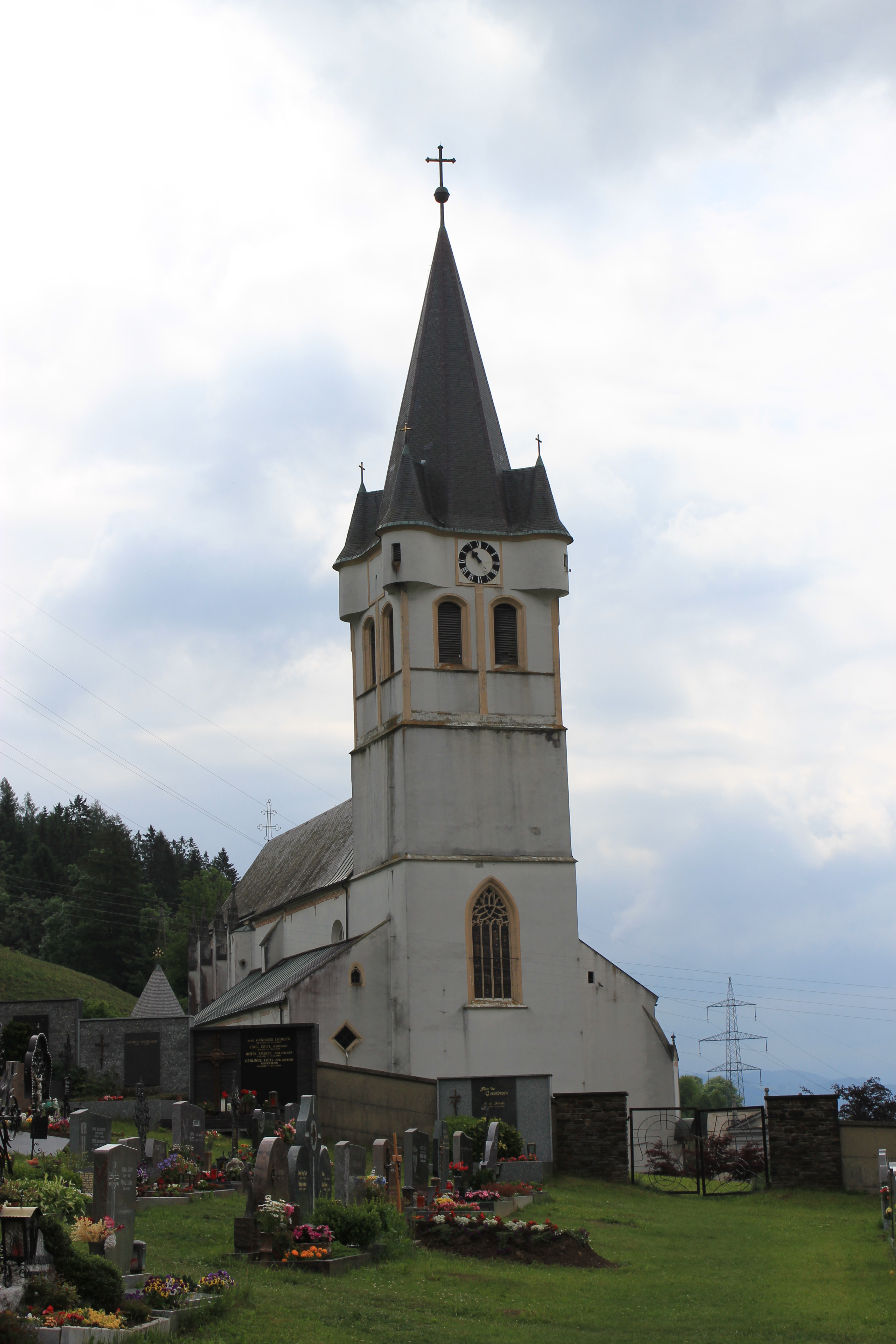
Westansicht

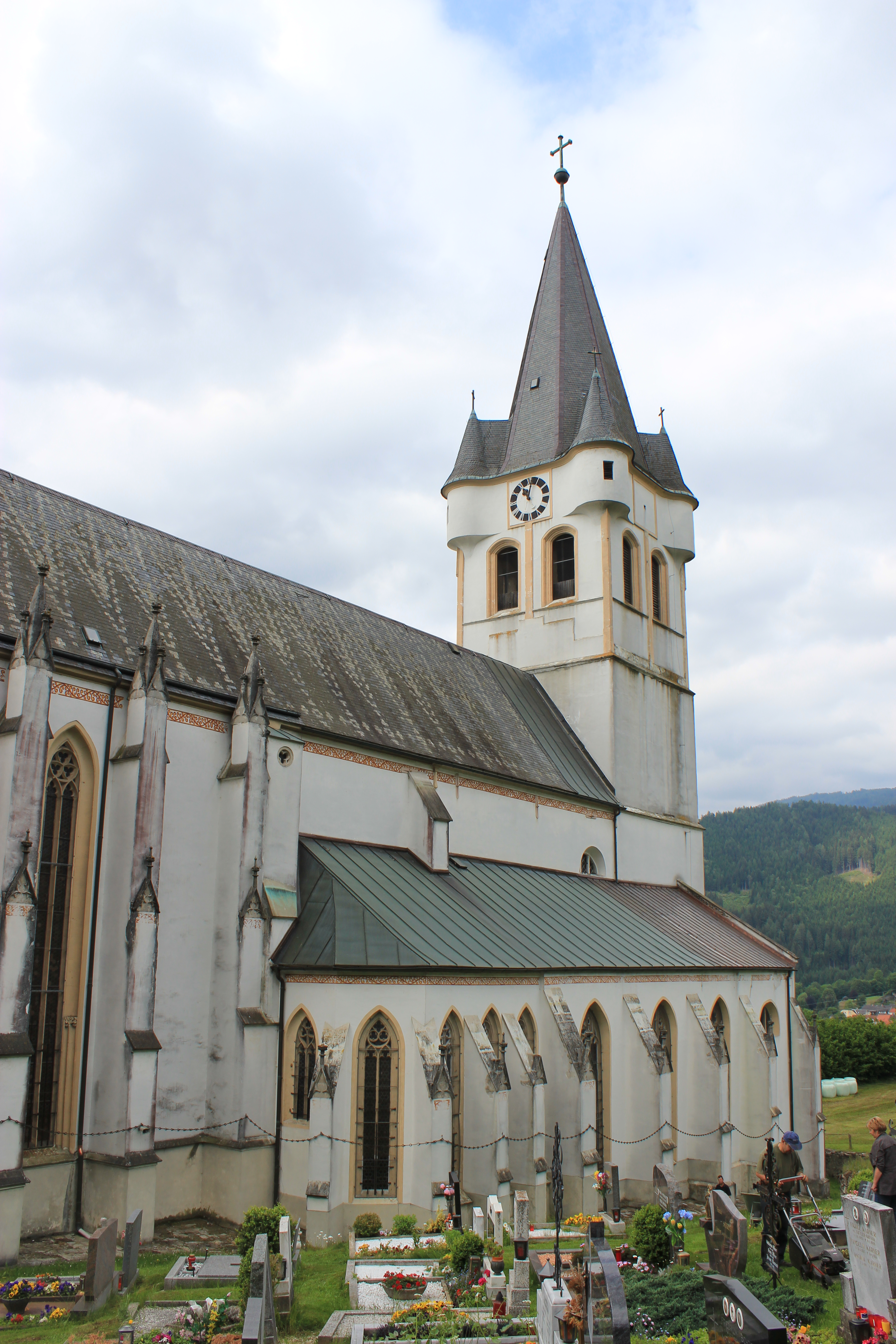
Nordansicht

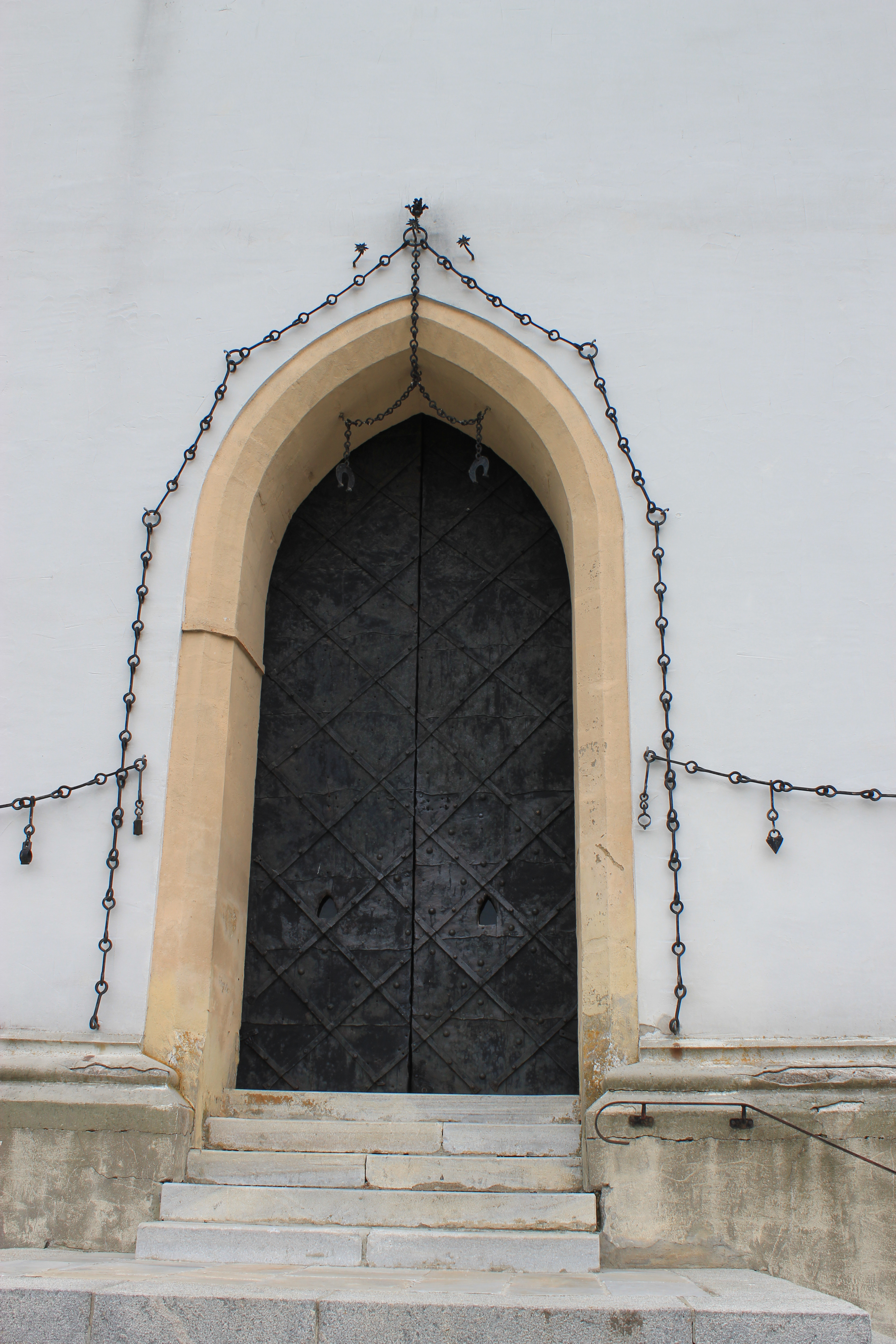
Westportal mit Leonhardikette

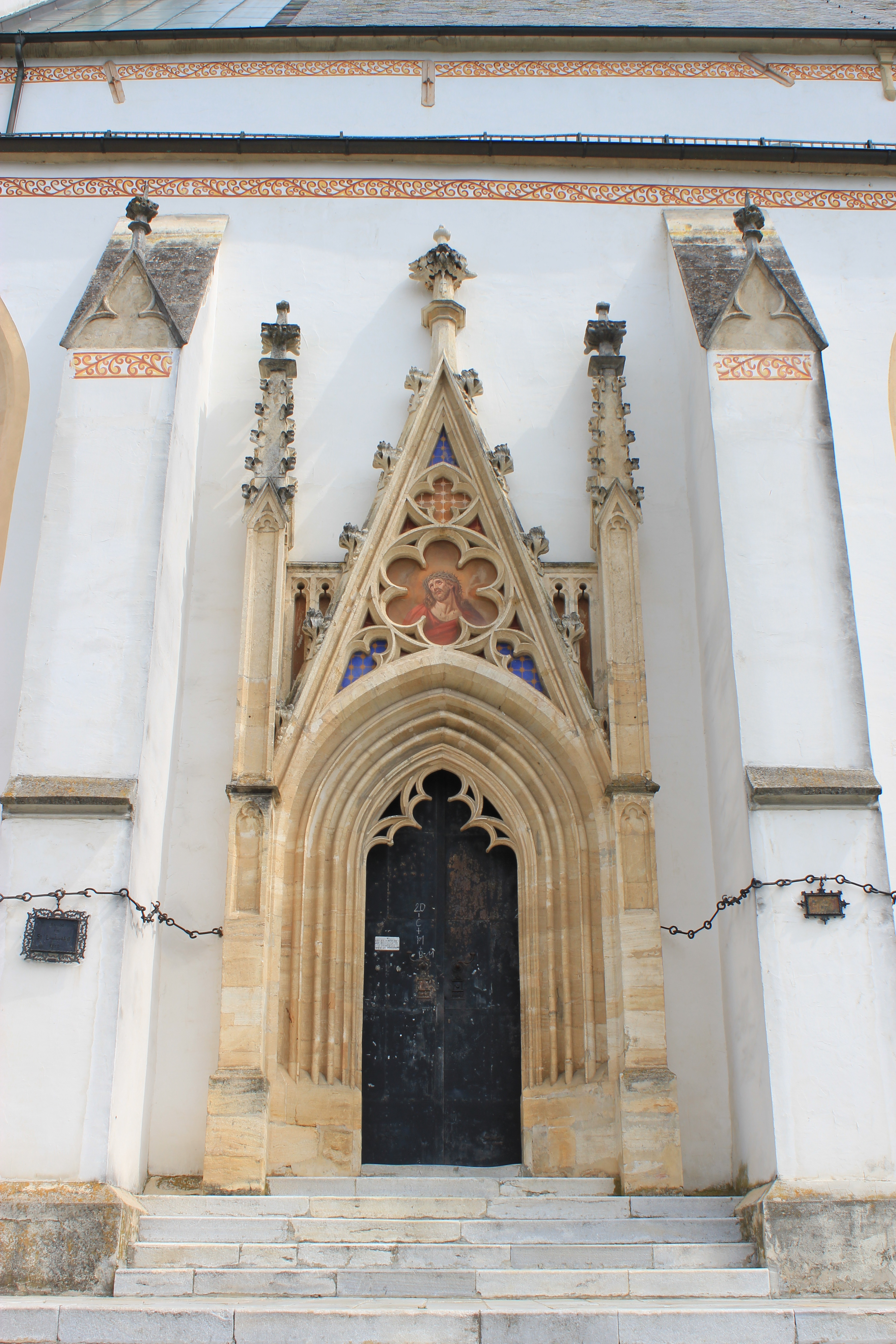
Südportal

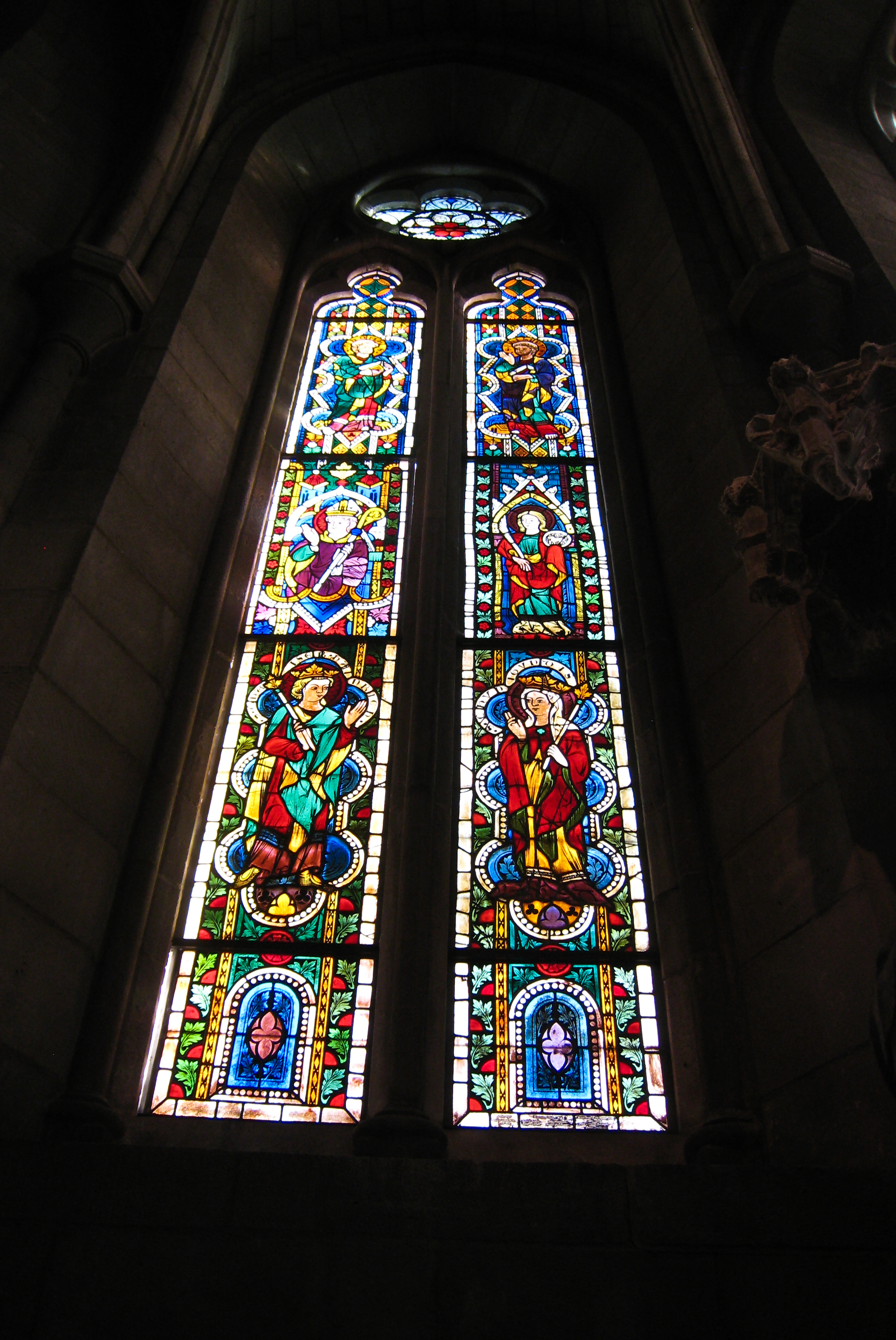
Buntglasfenster aus der Kirche, heute in der Zweigstelle des Metropolitan Museum of Art The Cloisters in New York

Die römisch-katholische Pfarr- und Wallfahrtskirche von Bad St. Leonhard im Lavanttal besitzt einen für Kärnten einzigartigen Bestand an gotischen Glasgemälden. Die Kirche ist die älteste Kettenkirche und liegt östlich über der Stadt an einem Hang gelegen. Dass die Kirche sich außerhalb der Stadt befindet, hat möglicherweise mit der Pflege einer alten Kultstätte zu tun, die später eine christliche Bedeutung erlangte.

## Geschichte
Die Kirche hat ihren Ursprung in einer Leonhardskapelle, der „capella sancti Leonardi in Gaminare“ die vom Bamberger Bischof Otto I. zwischen 1106 und 1139 gegründet wurde. Von der 1278 erstmals erwähnten Pfarrkirche sind nur mehr Spuren vorhanden. Der Bau der heute vorhandenen Kirche wurde im ersten Drittel des 14. Jahrhunderts begonnen und war um 1340 zum größten Teil abgeschlossen.
Noch vor dem Einfall der Ungarn 1485 wurde die Kirche mit einer mächtigen Wehrmauer umgeben, von der nur mehr Reste in der Friedhofsmauer erhalten sind. Aus dieser Zeit stammt der massive Westturm, der 1591 nach einem Brand erneuert wurde. Im 17. Jahrhundert erhielt der Turm der Kirche einen Zwiebelhelm, ein neues Portal in der Wehrmauer, eine Freitreppe am Westportal und die Kirche neue Altäre. Sankt Leonhard wurde bis 1675 vom Bistum Bamberg verwaltet und war bis 1759 in dessen Besitz. Im 18. Jahrhundert wurden der Kirchenausstattung die Kanzel, sowie Statuen und Ölbilder hinzugefügt. 1826 wurde die Leonhardikirche zur selbstständigen Dekanats-Pfarrkirche erhoben. 1885 beschädigte ein Brand den Turm und das Kirchendach. Danach erfolgte eine umfassende Restaurierung, welche die Wiedererrichtung der Dächer, die Instandsetzung und Ergänzung der Bauskulptur, die Ausmalung des Innenraumes, die Restaurierung der Altäre, die Ergänzung der Glasmalereien und die Neuanschaffung von Orgel und Glocken umfasste. Nachdem 1917 der 1885 wiedererrichtete Helm des Turmes abermals ein Raub der Flammen wurde, entschloss man sich, den barocken Zwiebelhelm durch eine Kopie des auf einem Votivbild dokumentierten, ursprünglichen Turmabschlusses mit Wehrerkern zu ersetzen. Da es in der Zeit der Weltwirtschaftskrise an Geld fehlte, wurden für den Turmbau zwölf der gotischen Glasgemälde nach Amerika verkauft. Diese befinden sich heute in The Cloisters des Metropolitan Museums in New York. Die verbliebenen Glasmalereien wurden während des Zweiten Weltkrieges ausgebaut und sicher verwahrt. Von den 1950er bis in die späten 1970er Jahre wurden die Fenster restauriert und wieder eingebaut. 1986 wurden bei einem Einbruch zahlreiche Kunstgegenstände gestohlen, darunter die vier gotischen Altarflügeln des Annenaltars, von denen zwei wiedergefunden und 1993 an die Kirche zurückgegeben worden sind. Bei einem weiteren Einbruch 1987 wurde eine Glasmalerei, die Dornenkrönung, zerstört.

## Bauwerk

### Außen
In den Kirchhof führt ein 1645 von Hans Schmitzberger errichtetes spätmanieristisches Friedhofsportal. Es ist um ein rundbogiges Quaderportal mit Volutenschlussstein, gesprengtem Giebel und drei Obelisken.
Die Kirche ist eine dreischiffige spätgotische Kirche mit langgestrecktem Chor ist auf der talseitigen Südseite eine Basilika, auf der Nordseite eine Pseudobasilika. Die talseitige Südfassade ist aufwändiger gestaltet als die Nordfassade.
Die niedrigeren Seitenschiffe werden von Strebepfeilern gestützt. An der Südseite befinden sich im Bereich der Obergaden des Mittelschiffes drei kleinere und an der Chorwand über der Sakristei zwei größere Rosettenfenster. Der Chor besitzt zweistufige Strebepfeiler mit Fialenabschluss und Blendfenster mit Spitzgiebeln über der unteren Abdachung. Im südlichen Chorwinkel ist eine niedrige Sakristei angebaut. Über die Sakristei geht ein Strebebogen, der durch eine Mauer und einen Strebepfeiler mit Fialenbekrönung abgefangen wird. An der Südseite dieses Strebepfeilers sind zwei von gotischen Baldachinen bekrönten Konsolen mit den Statuen der heiligen Leonhard und Laurentius aus dem 14. Jahrhundert.
Das Südportal mit einer Freitreppe hat ein mehrfach profiliertes Spitzbogengewände, das von zwei hoch aufragenden Fialtürmchen mit Krabben und Kreuzblume umrahmt und von einem mit zentraler Fensterrose und weiterem Maßwerk ausgestatteten Wimperg bekrönt wird. Die Darstellung des Heiligen Hauptes Jesu in der Rosette stammt aus dem 19. Jahrhundert.
Der mächtige Kirchturm in der Westfassade wurde um 1485 erbaut, der Turmabschluss 1930, geplant von Karl Holey, nach alten Ansichten rekonstruiert. Das Glockengeschoß besitzt je zwei Schallöffnungen mit Segmentbögen und um das Pyramidenspitzdach vier vorkragende Eckerker mit Kegeldächern. Über dem Westportal des Turmes ist ein großes Spitzbogenfenster mit reichem Maßwerk erhalten. An der Südwand sind die Spolien eines Vorgängerbaues: Konsolskulpturen einer nymphenartigen Gestalt und die Evangelistensymbole Stier und Löwe eingemauert.
Das spitzbogige, gotische Westportal mit einer im 17. Jahrhundert errichteten Freitreppe besitzt eine eisenbeschlagene Tür mit Schießlöchern. Im südlichen Bereich der westlichen Wand des Kirchenschiffs wurde eine Wandmalerei mit Christus in der Mandorla und Engeln teilweise freigelegt.
Die Kirche ist als Kettenkirche von einer Leonhardskette umgeben, die 1910–1912 geschmiedet wurde. Die ursprüngliche Kette wurde ca. 1480 von einem in türkische Gefangenschaft geratenen und wieder freigelassenen Bauern gestiftet. Diese Kette umschlang die Kirche zweimal und wurde in der Zeit Josefs II. entfernt.
An der Südseite der Kirche sind ein Grabstein mit Reliefkreuz, der Stiftergrabstein des Konrad Popp mit einem Relief der siebenköpfigen Familie unter dem Kruzifix von 1593, das von Hans Denk 1593 geschaffene Epitaph der Catharina Popp, ein Wappengrabstein mit Bildnisrelief von Wolfgang Aschinger und Frau Maria Zellerin von 1547 eingemauert. In der Friedhofsmauer ist der Grabstein des Georg Sigismund Lechner mit einem Kinderrelief von 1583 zu finden.

### Innen

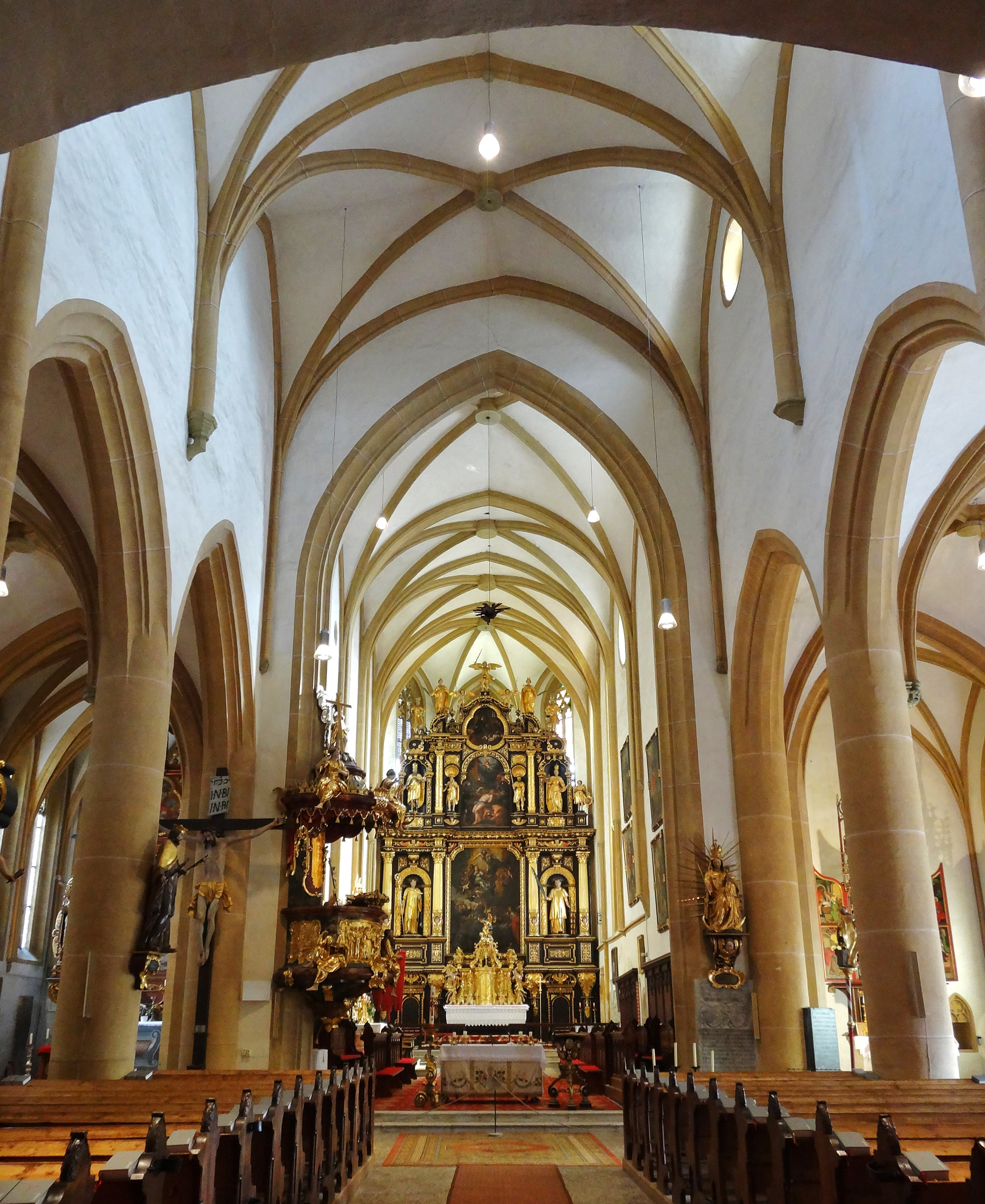
Innenansicht, Mittelschiff

Im Inneren stellt sich die Kirche als dreischiffige Basilika bzw. Pseudobasilika (s. o.) mit gestaffelten Chören dar. Das Mittelschiff mit drei querrechteckigen Jochen ist kreuzrippengewölbt. Die über Spitzbögen aufsteigende Hochschiffswand des Mittelschiffes ruht abwechselnd auf Pfeilern und Säulen ohne Kapitelle. Das Turmjoch über der Westempore hat an den vier Seiten breite Spitzbögen. Die Empore wurde in der zweiten Hälfte des 16. Jahrhunderts in das Mittelschiff und das nördliche Seitenschiff eingebaut. Sie ist mit Tonnen mit Stichkappen unterwölbt. Der Emporenbrüstung ist eine pilasterartige Balustrade vorgeblendet. Darüber sind teilweise die gotischen spitzbogigen Scheidbögen sichtbar. Ein hoher profilierter Triumphbogen verbindet das Langhaus mit dem Chor. Der dreijochige Chor mit Fünfachtelschluss ist kreuzrippengewölbt, wobei das westliche, quadratische Joch von den anderen durch ein Gurtband getrennt wird. Das Chorgewölbe ruht auf Konsolen mit Weinlaubrelief und Absenkern, auf denen die vier Evangelistensymbole dargestellt sind. In der südlichen Chorwand ist eine Sitznische für zwei Zelebranten eingelassen, die von zwei Wimpergen mit Dreipassabschluss bekrönt wird. Daneben führt ein Portal mit eisenbeschlagener Tür in die einjochige Sakristei mit Fünfachtelschluss und einem Rosettenschlussstein im Kreuzrippengewölbe. Das Fresko mit dem Erzengel Michael als Seelenwäger an der Chornordwand wurde im frühen 15. Jahrhundert gemalt.
Das vierjochige nördliche Seitenschiff hat ein Kreuzrippengewölbe zum Teil über gebündelten Rundstäben. Ein abgefaster Triumphbogen verbindet das Seitenschiff mit dem nördlichen Seitenchor. Der zweijochige Seitenchor mit Fünfachtelschluss besitzt ein Kreuzrippengewölbe, das auf kleinen figürlichen Konsolen ruht. Diese stellen einen Schmerzensmann mit Leidenwerkzeugen, einen knienden Stifter und einen bärtigen Mann mit Kopfbedeckung, wahrscheinlich ein Selbstporträt des Bildhauers, dar. Vom Chor aus führt eine steinerne Wendeltreppe zu den Dachböden der Seitenschiffe und des Mittelschiffes.
Das vierjochige südliche Seitenschiff mit geradem Schluss ist kreuzrippengewölbt mit zwei vegetabilen Konsolen. Die Wandmalereireste aus dem 15. Jahrhundert im westlichen Joch stellen die Deesis und die Ölbergszene dar.
Der einjochige Altarraum im südlichen Seitenschiff besitzt ein Kreuzrippengewölbe über Absenkern mit figürlichen Konsolen. In der Mauer ist eine Sakramentsnische mit Blendmaßwerk eingelassen.

## Glasmalereien

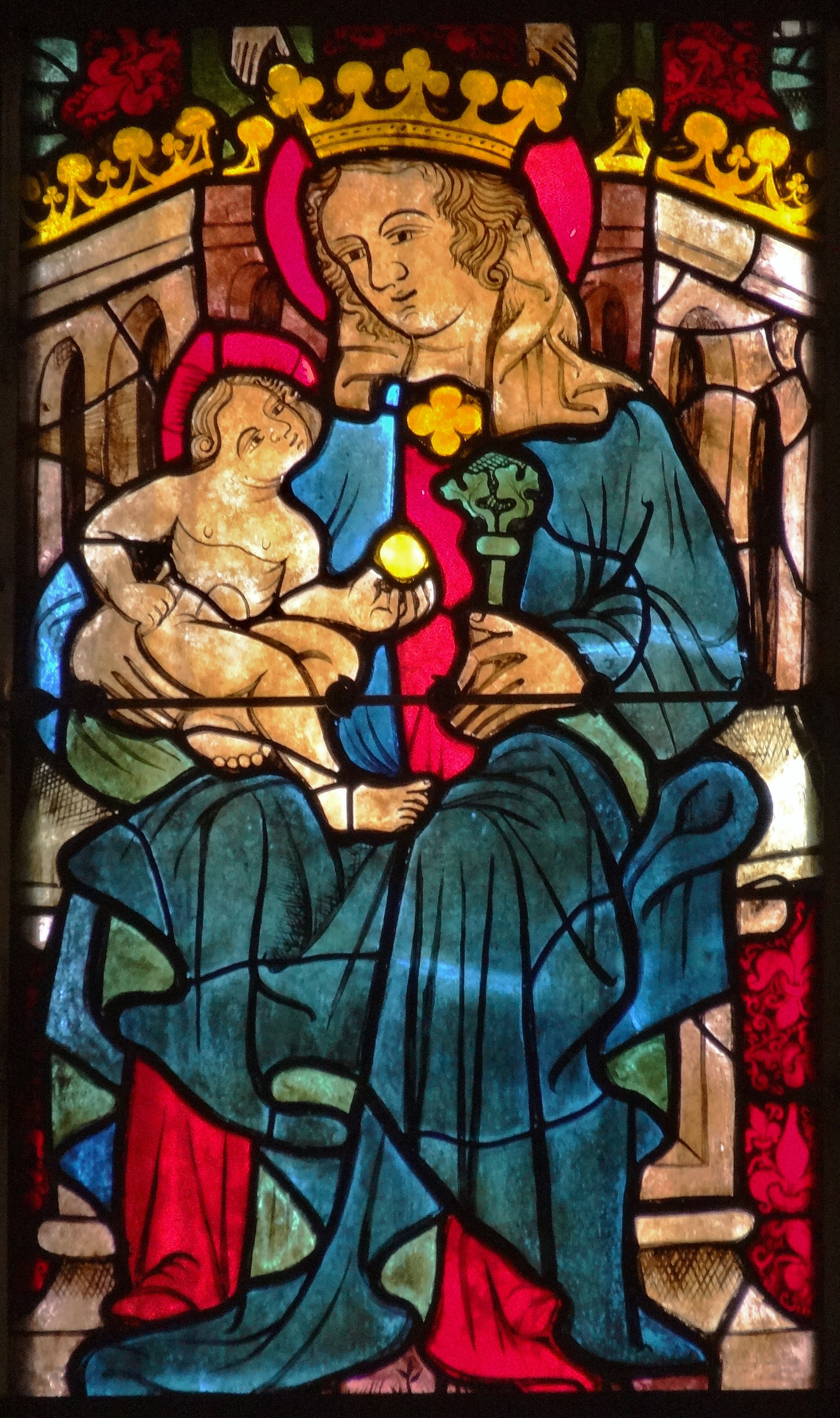
Madonna mit Jesuskind, Glasmalerei, Fenster im Südschiff, Teilansicht

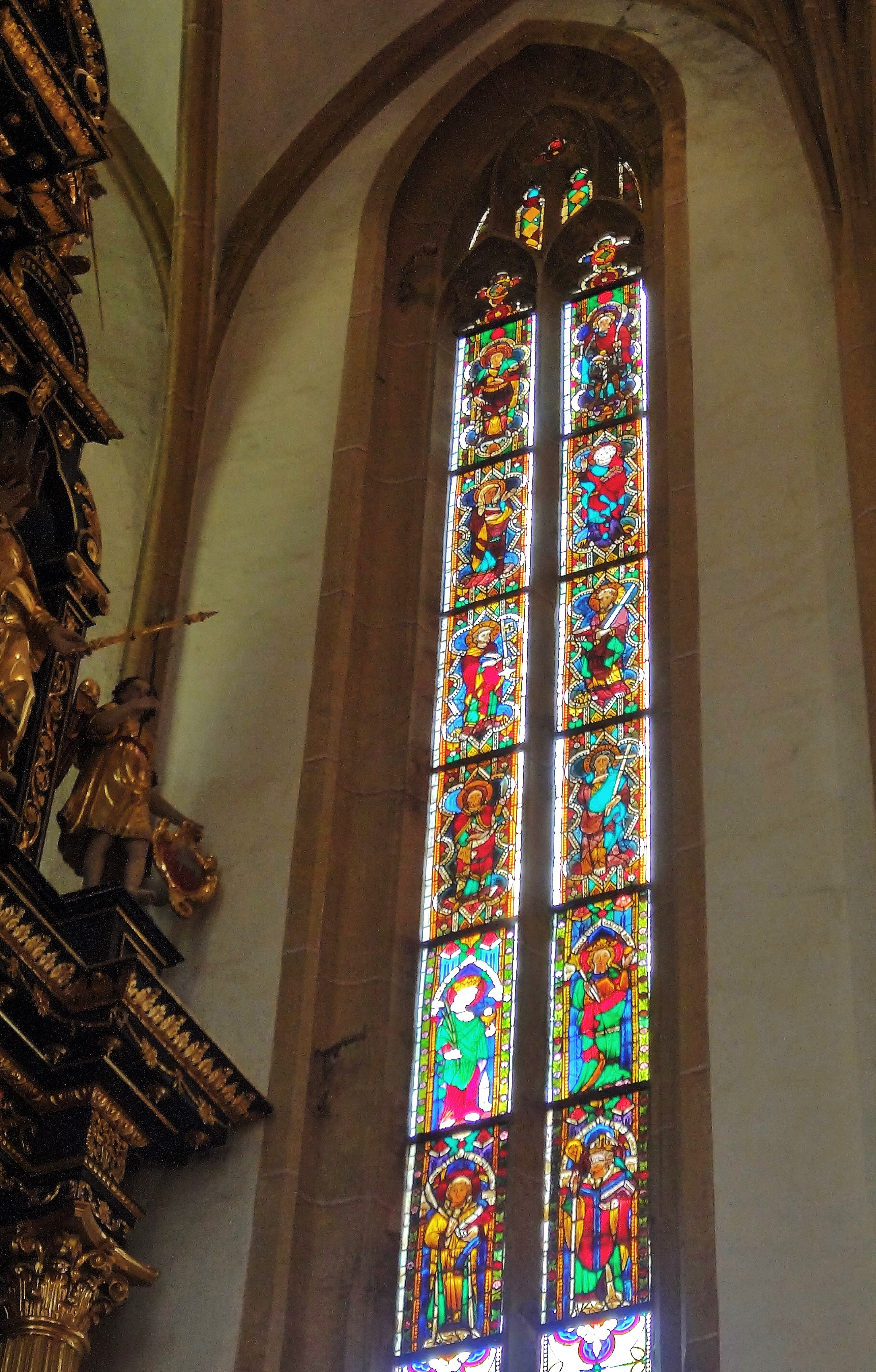
Südliches Fenster im Chor

Die acht Maßwerkfenster in den Chören und im Langhaus sind mit rund 140 Glasgemälden ausgestattet, die um 1340 von der ersten, bzw. um 1400 von der zweiten Judenburger Werkstatt angefertigt wurden. Die ursprüngliche Anordnung der Scheiben wurde beim Wiedereinsetzen nach dem Zweiten Weltkrieg geändert. So waren viele Szenen aus dem Leben Christi, die sich heute im nördlichen Seitenschiff befinden, ursprünglich in den hohen, lanzettartigen Chorfenstern hinter dem Hochaltar eingebaut.
Im ersten Fester von Westen ausgehend im nördlichen Seitenschiff ist unten das Stifterpaar Heinrich und Kunigunde Croph kniend vor der stehenden heiligen Mutter Anna mit ihrer Tochter Maria dargestellt, darüber die Verkündigungsmadonna flankiert vom heiligen Königspaar Heinrich und Kunigunde. Im oberen Teil des Fensters sind Szenen aus der Leonhardslegende und der heilige Martin abgebildet.
Im zweiten Fenster sind von links unten beginnend dargestellt: die Verkündigung an Maria, Mariä Heimsuchung, die Geburt Christi, die Darbringung im Tempel, die Anbetung der Könige, Jesus unter den Schriftgelehrten, die Taufe Jesu, das Brot- und Fischwunder, das letzte Abendmahl, Christus am Ölberg, der Judaskuss und die Gefangennahme Jesus.

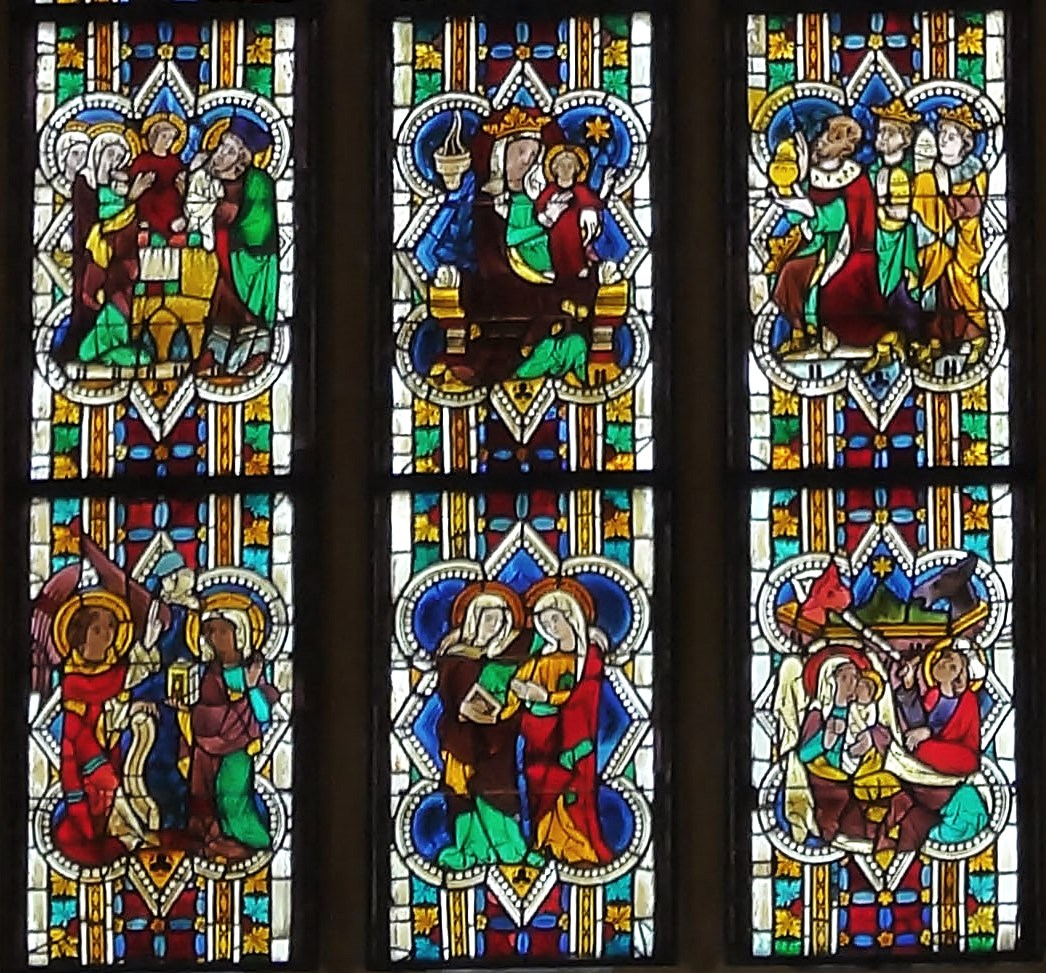
Untere Teilansicht des zweiten nördlichen Fensters
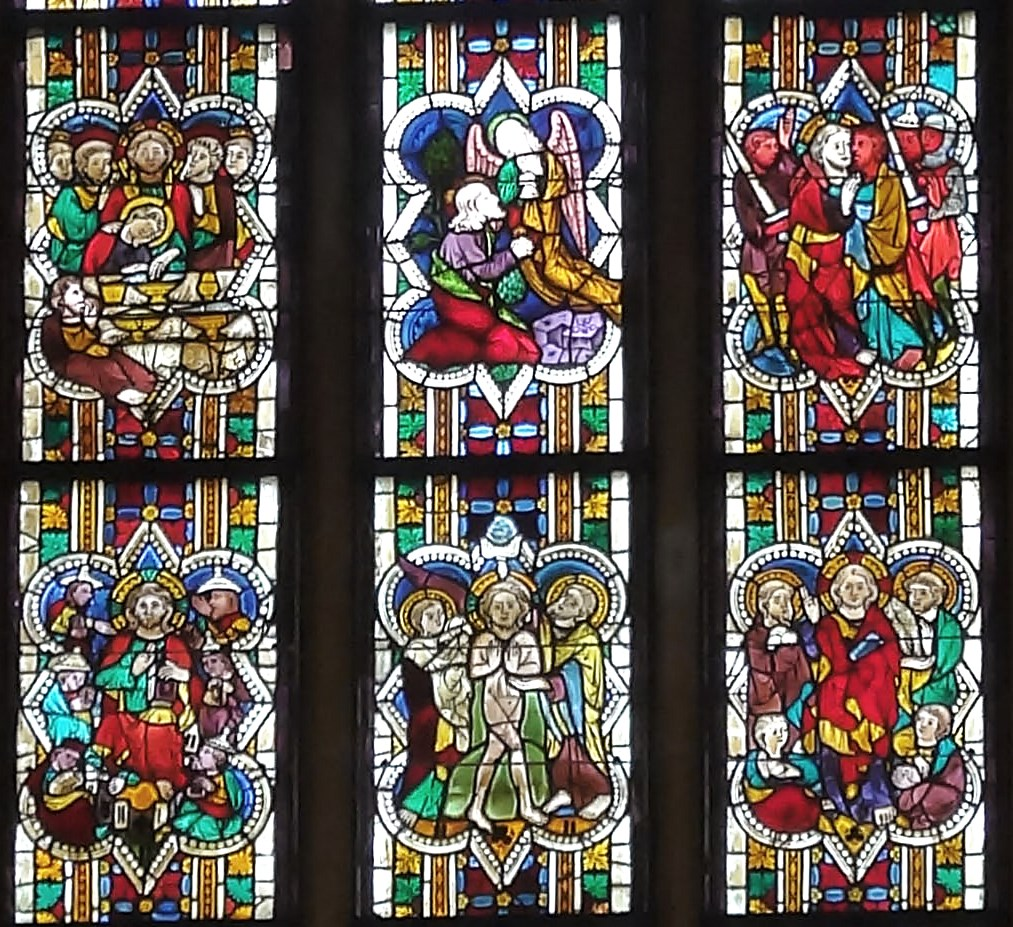
Obere Teilansicht des zweiten nördlichen Fensters

Das dritte Fenster zeigt Christus vor Pilatus, die Geißelung Christi, die Dornenkrönung, die Kreuztragung, die Kreuzigung, die Höllenfahrt Christi, die Auferstehung, die Himmelfahrt und „Noli me tangere“
Die ersten drei Fenster sind um 1340 entstanden, das vierte um 1360.
Im vierten Fenster sind die Heiligen Augustinus, Nikolaus, Erasmus, Martin sowie Ursula und Kunigunde dargestellt.
Im südlichen Chorschlussfenster sind die Heiligen Barbara, Ursula, Stephanus und Ulrich zu sehen. Die ersten vier Glasmalereien des Fensters entstanden um 1360, die folgenden um 1340. Darüber sind die Apostel Andreas, Phillipus, Petrus und Paulus sowie Maria und Christus, darüber die Apostel Bartholomäus und Andreas wiedergegeben.
Im ersten Fenster von Osten ausgehend im südlichen Seitenschiff sind Szenen aus dem Leben Mariä und Christi dargestellt: die Heimsuchung, die Geburt Christi mit einer liegenden Madonna, die Flucht nach Ägypten, die Ölbergszene, der Judaskuss und die Auferstehung. Die Glasmalereien dieses Fensters entstanden um 1340.
Die Glasmalereien am zweiten Fenster entstanden um 1380. Sie zeigen einen Schmerzensmann mit Kreuz und Dornenkrone am Querbalken sowie Speer und Kreuz, die von einer Engelsgestalt dargereicht werden. Weiters sind Petrus und Paulus zu sehen.
Das dritte Glasfenster wurde um 1410 gemalt. Darauf sind zu sehen: die Apostel Judas Thaddäus, und Bartholomäus, die heiligen Laurentius und Leonhard, zwei Aposteldarstellungen aus neuerer Zeit, die Heiligen Agnes und Margareta, eine Madonna mit Kind in kunstvoller Thronarchitektur, die heiligen Dorothea und Katharina, darüber die Abbildung des Gnadenstuhls und als Abschluss das Schweißtuch der Veronika.
Das vierte, fünfbahnige Fenster entstand um 1400. Darauf sind abgebildet: der heilige Leonhard, eine kniende Stifterin, die Madonna mit Jesuskind, die heiligen Ursula und Barbara, eine weitere Stifterin, darüber zwei Propheten mit turbanartiger Kopfbedeckung, darüber die Apostel Judas Thaddäus und Petrus, Noli me tangere, ein Gnadenstuhl, die Krönung Mariens, die heiligen Dorothea und Elisabeth, darüber vier weitere Propheten.

## Einrichtung

### Hochaltar

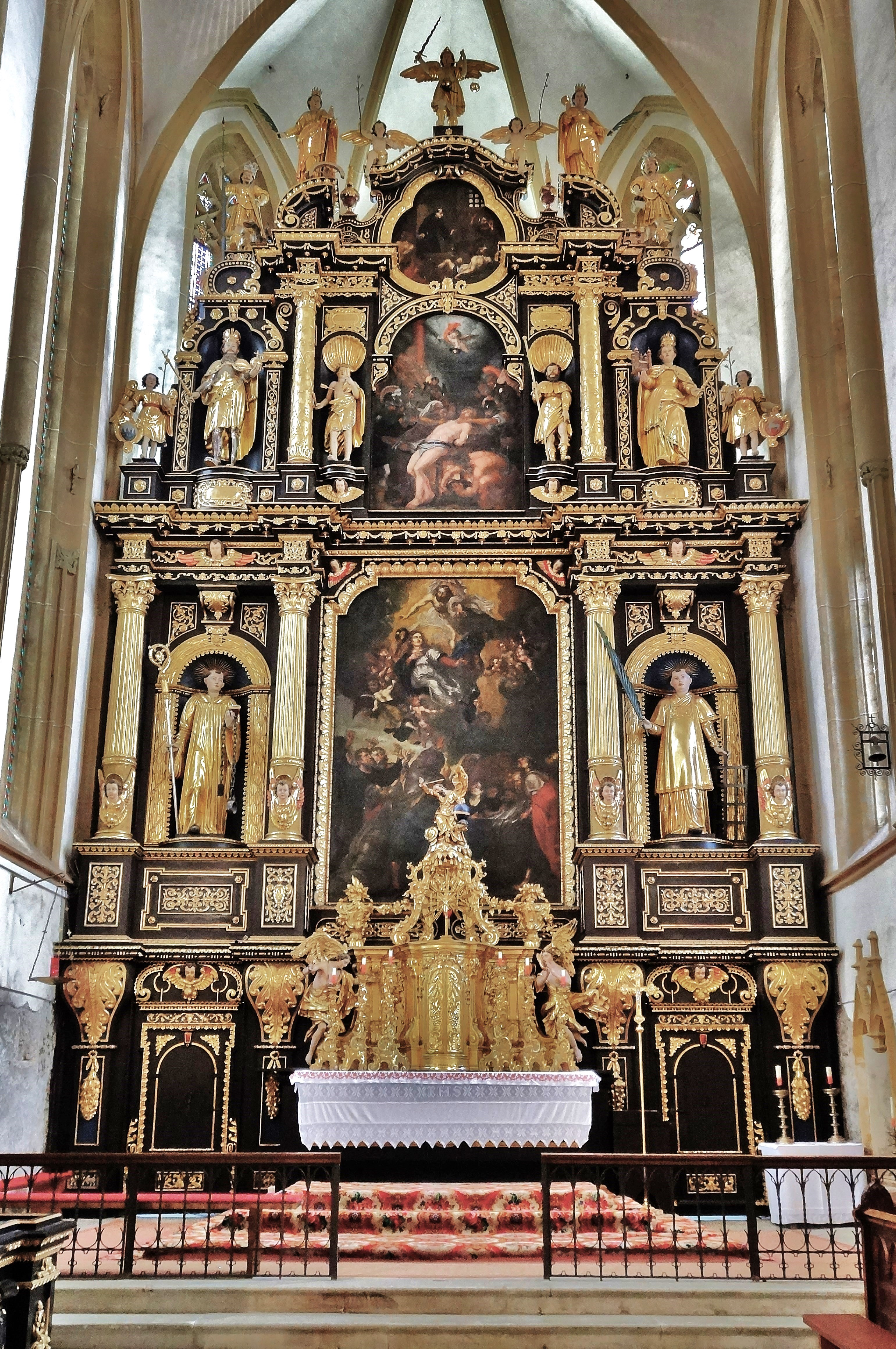
Der Hochaltar

Der frühbarocke Hochaltar wurde um 1640 von Kaspar Alger aus Gmünd geschaffen und 1646 von Johann Seitlinger gefasst. Der dreigeschoßige Altar füllt den Chor nahezu in voller Höhe und Breite aus. Im hohen Sockelgeschoß steht auf der niedrigen Mensa ein goldgefasster Rokokotabernakel aus dem dritten Viertel des 18. Jahrhunderts. Seitlich befinden sich zwei rundbogige Opfergangsportale. Darüber schließt das Hauptgeschoß im Triumphbogentypus an. Das Mittelbild aus der ersten Hälfte des 18. Jahrhunderts zeigt die Himmelfahrt Mariens und wird von den Statuen der heiligen Leonhard und Laurentius flankiert. Im Obergeschoß stehen links die Skulpturen der heiligen Heinrich und Sebastian und rechts die von Kunigunde und Rochus. Das Aufsatzbild stellt die Marter des heiligen Laurentius dar. Die Bekrönung des Hochaltars bildet ein Tondo, den heiligen Leonhard bei den Gefangenen zeigend, und die Statuen von Michael, Katharina, Barbara, Georg und Florian.

### Leonhardi-Altar

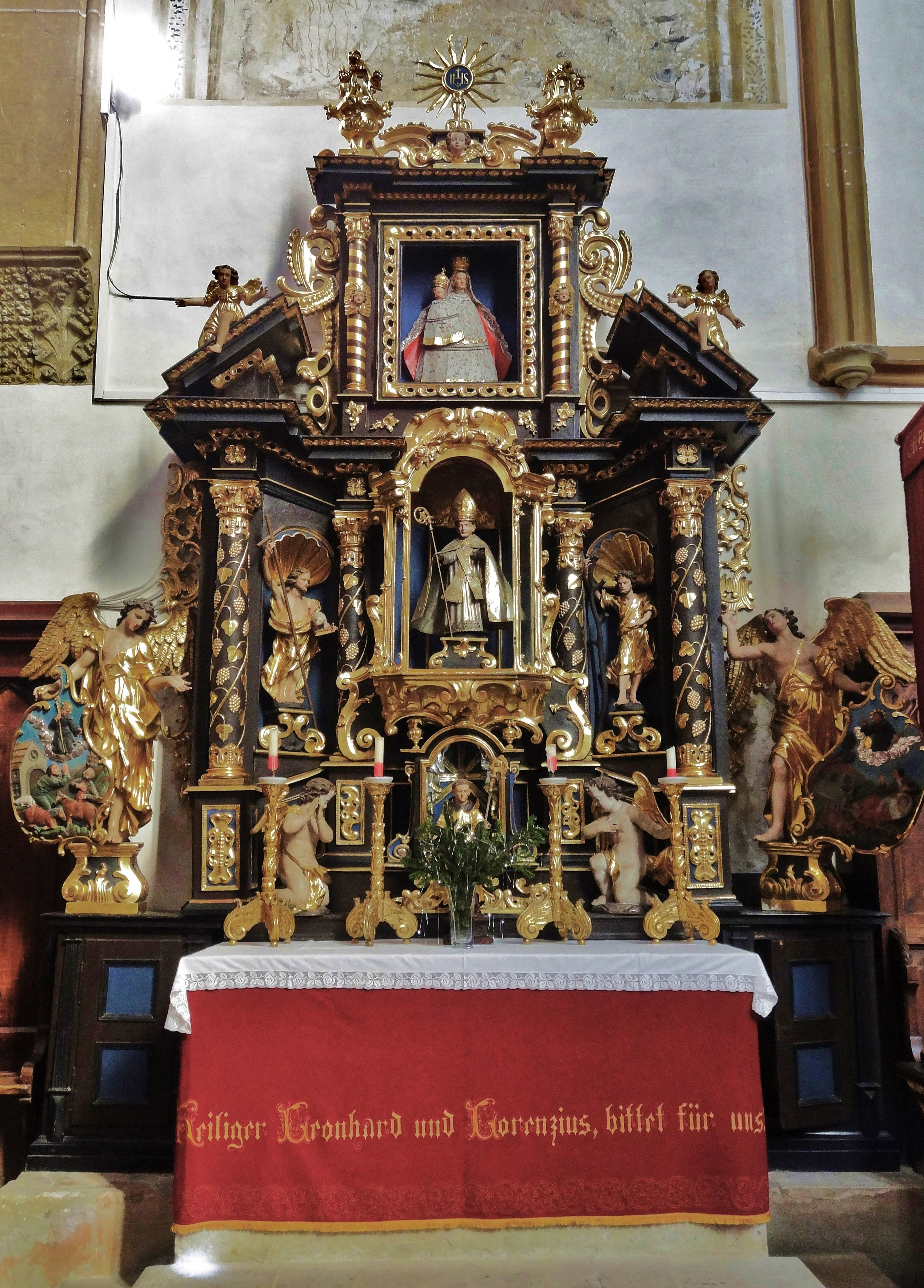
Der Leonhardi-Altar

An der nördlichen Chorseite steht der um 1670 entstandene Leonhardi-Altar, das eigentliche Ziel der Wallfahrer. Der schwarz-gold gefasste Triumphbogenaltar mit bemaltem Antependium birgt in der Mittelnische den heiligen Leonhard und in den Seitennischen Johannes den Täufer und den heiligen Christophorus. Die beiden Engel mit Kartuschenreliefs mit Wunderdarstellungen auf den geknickten Seitenteilen wurden von Michael Zill geschaffen. Im Schrein des Aufsatzes im gesprengten Giebel steht eine Muttergottes mit Kind. Der Abschluss wird von einer Strahlengloriole mit IHS-Zeichen zwischen zwei Dekorvasen gebildet.

### Katharinen-Altar
Der Katharinen-Altar aus der Mitte des 17. Jahrhunderts steht im nördlichen Nebenchor. Der Adikulaaltar mit Konsolpilastern stellt die mystische Vermählung der heiligen Katharina mit dem Jesuskind dar. Daneben sind die Figuren der beiden Johannes aufgestellt. Das Aufsatzbild mit der Himmelfahrt Mariens wird von den Figuren der heiligen Barbara  und vermutlich der heiligen Elisabeth flankiert. Die Bekrönung bildet die Statue des Franz von Assisi. Am Antependium ist die Geburt Christi dargestellt.

### Annenaltar

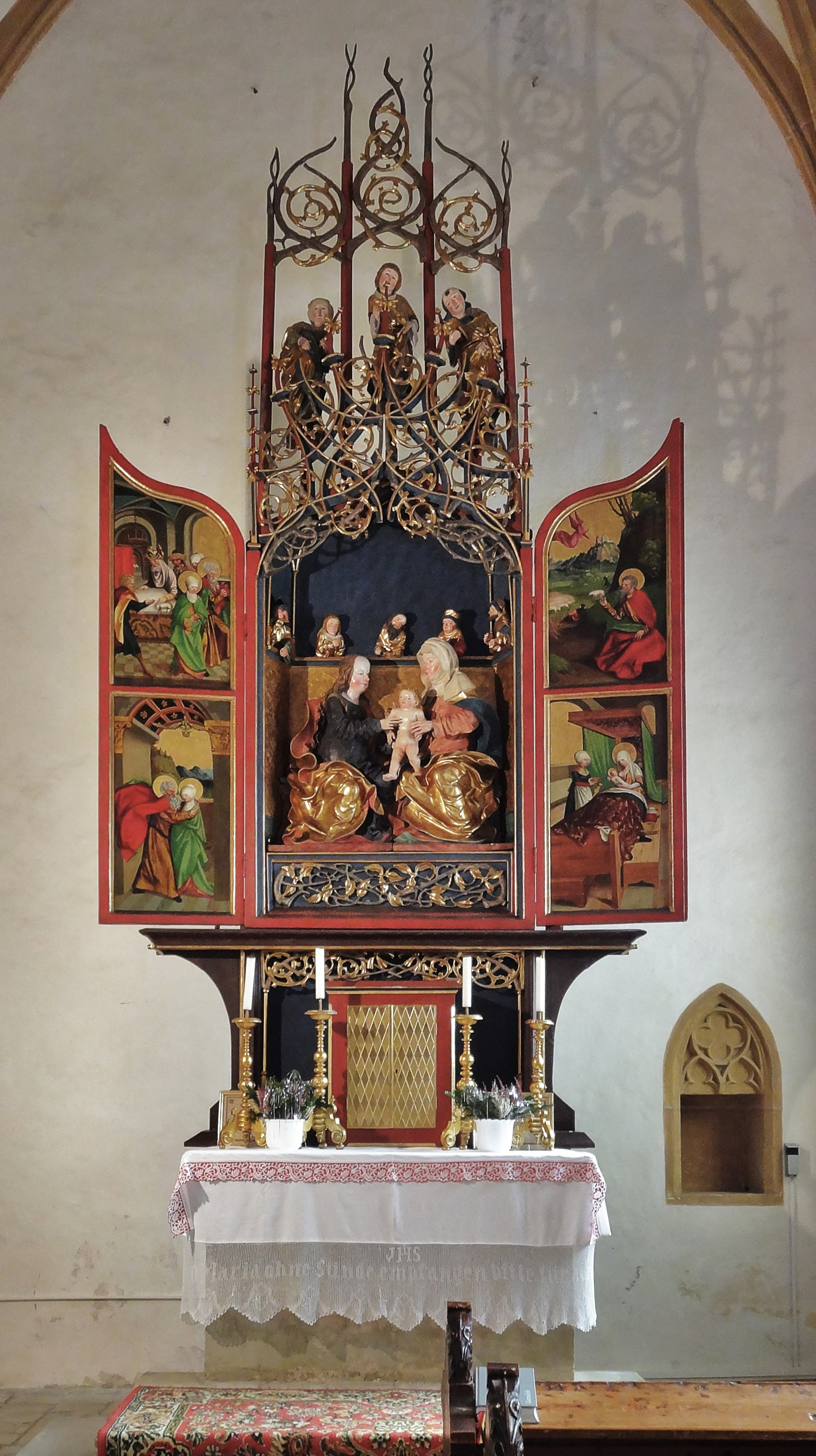
Der Annenaltar, rechts daneben eine Sakramentsnische

Im südlichen Nebenchor steht der spätgotische Annenaltar. Der Flügelaltar von 1513 stammt vermutlich aus der Judenburger Werkstatt und wurde von Lorenz Schwaiger gefasst. Der Maler der Altarflügel war Meister Melchior von Sankt Paul. Der Altarschrein birgt eine Anna-Selbdritt-Figurengruppe und im Hintergrund fünf Halbfigürchen der Heiligen Sippe. Im Gesprenge befinden sich die Skulpturen der Heiligen Helena, Laurentius und Leonhard. Auf der Flügelinnenseite sind Szenen aus der Joachim- und Annalegende dargestellt: links oben wird das Opfer Joachims zurückgewiesen; rechts oben bekommt Joachim in der Wildnis von einem Engel die Anweisung, zu Anna zurückzukehren; links unten begegnet Joachim Anna an der Goldenen Pforte und das Bild rechts unten zeigt die Geburt Mariens. Auf den Außenseiten sind zwölf stehende Heilige dargestellt: links oben: Andreas, Bartolomäus und Philippus; darunter Laurentius, Sebastian und Stephanus, rechts oben Fabian, Matthäus sowie Papst Stephan und darunter Vitus, Sigmund und Achatius. Diese Altarflügel wurden 1986 gestohlen und 1993 wieder zurückgebracht. Noch verschollen sind die Standflügel mit den Gemälden der Heiligen Katharina, Ursula, Barbara, Margaretha, Helena, Odilia, Kunigunde und Petronilla.
Auf der uneinsehbaren Rückseite des Schreins befindet sich in der Mittelnische die Figur des heiligen Christophorus, umgeben von den Heiligen Benediktus, Lamprecht, Magdalena und Agatha sowie das Wappen der Stifterfamilie der Greissenegk.

### Anna-Selbdritt-Altar
Im westlichen Joch steht am linken Pfeiler ein schlichter barocker Ädikulaaltar mit Konsolpilastern und bemaltem Antependium aus der Mitte des 17. Jahrhunderts. Das Mittelbild zeigt Maria und Anna vor einer Krippe kniend, wobei Anna das Jesuskind im Arm hält. Die seitlichen Konsolfiguren unter Baldachinbögen aus Knorpelwerk stellen die Heiligen Leonhard und Sebastian dar. Im Aufsatz ist die Skulptur des heiligen Georg aufgestellt.

### Antoniusaltar
Der Antoniusaltar steht am südwestlichen Pfeiler. Der neu gefasste Altar mit wahrscheinlich neuem Schrein geht auf einen um 1513 wohl in einer Judenburger Werkstätte gefertigten Altar zurück. Im Schrein stehen die Figur der Apostel Paulus, der aus einer Statue des heiligen Antonius umgearbeitet wurde, eine Petrusskulptur, die ursprünglich wahrscheinlich ein Gregor der Große war und ein heiliger Christopherus. Im Gesprenge sind ein nicht näher zu bestimmender Apostel und der heilige Rochus aufgestellt. Eine dritte, ursprünglich vorhandene Figur fehlt.

### Marienaltar
Der Marienaltar an der Westwand des südlichen Seitenschiffes ist ein Ädikulaaltar mit Konsolpilastern und zartem Knorpelwerkzirat aus der Mitte des 17. Jahrhunderts. Das Altarblatt zeigt Maria im Kreis der Engel. Auf Sockeln stehen links der heilige Rupert mit dem Salzfass und rechts der heilige Virgil. Das Aufsatzbild zeigt Gottvater flankiert von weiblichen Heiligenfiguren, vermutlich die Heiligen Hemma und Kunigunde. Den Abschluss über dem gesprengten Aufsatzgiebel bildet die Skulptur des Erzengels Michael.

### Kanzel
Die Rokokokanzel stammt aus dem Jahre 1779. Auf den Wulsten des Kanzelkorbes sitzen die Apostelfürsten Petrus und Paulus. An der Brüstung des Kanzelkorbes sind in Rocaillerahmen Reliefs mit den Darstellungen des Fischzugs, der Schlüsselübergabe und des Sämanns angebracht.
Die Rückwand bildet ein Rocaillerahmen mit dem Chronogramm: „eX pIIs paroChIanorVM/obLatIs CatheDra eXorta“ (1779 Diese Kanzel wurde als fromme Spende der Pfarrgemeinde errichtet.) Am Schalldeckel sitzen die allegorischen Frauengestalten „der Glaube“ mit Kelch und „die Hoffnung“ mit Anker. Die dritte christliche Tugend, „die Liebe“ wird vom Jesusknaben mit Kreuz in der Hand und Herz an der Brust dargestellt.

### Fastentuch
An der Chornordwand hängt seit 1915 das um 1520 entstandene spätgotische Fastentuch von Reichenfels, das in 25 Feldern sieben Szenen aus dem Alten und achtzehn Szenen aus dem Neuen Testament enthält. Die einzelnen Darstellungen beziehen ihre Motive aus Stichen des Dürer-Umfeldes.

### Orgel
Nachweislich fertigte Paul Rotenburger im Jahr 1638 eine Orgel an, deren Gehäuse von dem Wolfsberger Maler Thomas Schludmann gefasst wurde. Franz Capek baute 1887 eine neue Orgel mit 18 Registern auf zwei Manualen und Pedal.

### Weitere Einrichtung
- Der Kanzel gegenüber ist eine um 1330/40 geschaffene Statue einer thronenden Madonna aufgestellt. Diese wurde im Barock in Gold gefasst und bekrönt.
- Unter der Empore befindet sich ein achteckiges Marmortaufbecken aus der Mitte des 14. Jahrhunderts, das an den Brüstungsfeldern Vierpassuntergliederung aufweist.
- Das monumentale Vortragekreuz am nördlichen Triumphbogenpfeiler aus der zweiten Hälfte des 18. Jahrhunderts hat eine INRI-Tafel in hebräischen, lateinischen und griechischen Buchstaben.
- Am westlichen Rundpfeiler der Nordseite steht eine Johannes-Nepomuk-Statue aus der zweiten Hälfte des 18. Jahrhunderts.
- An der Ostseite der westlichen Pfeiler sind Prozessionsstangen mit den barocken Statuen der Heiligen Sebastian und Florian aus der zweiten Hälfte des 18. Jahrhunderts aufgestellt.
- Das Grabmal des Sigmund von Pain aus dem Jahr 1596 an dem südlichen Westturmpfeiler zeigt im Relief die Auferstehung Christi, darunter die Familie des Verstorbenen, kniend vor dem Auferstandenen.
- Am nördlichen Westturmpfeiler befindet sich der Grabstein des Christoff Rösch, der im Relief kniend vor dem Kruzifix dargestellt ist.
- An der Westseite dieses Pfeilers ist die Grabplatte des Gregor Jöstl mit drei von kunstvollen Helmzieren bekrönte Wappen wiedergegeben.
- Votivbilder im Chor, in den Seitenschiffen und in der Vorhalle. Es sind nur mehr acht von den einst zahlreichen erhalten.

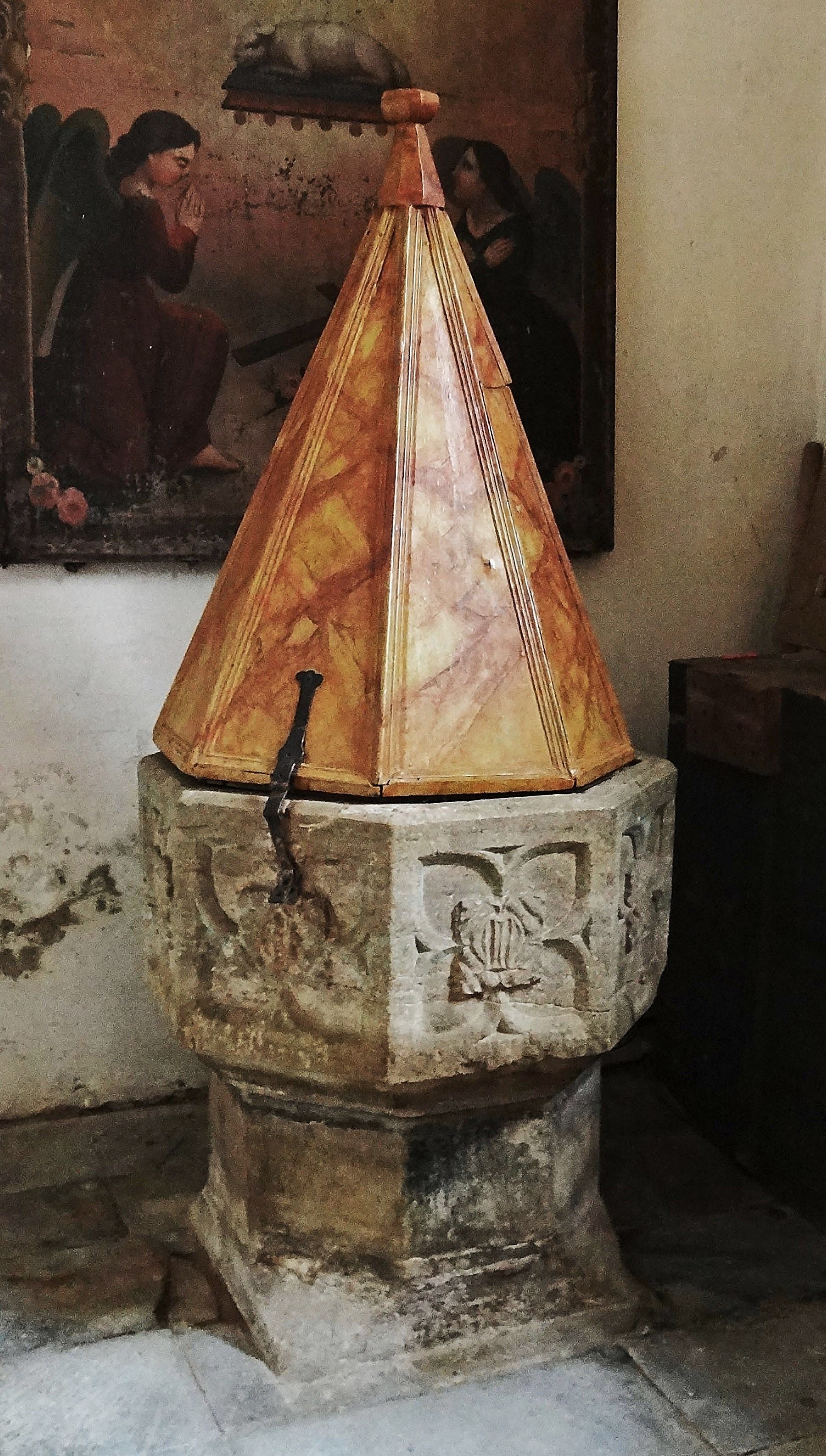
Taufbecken (14. Jahrhundert)
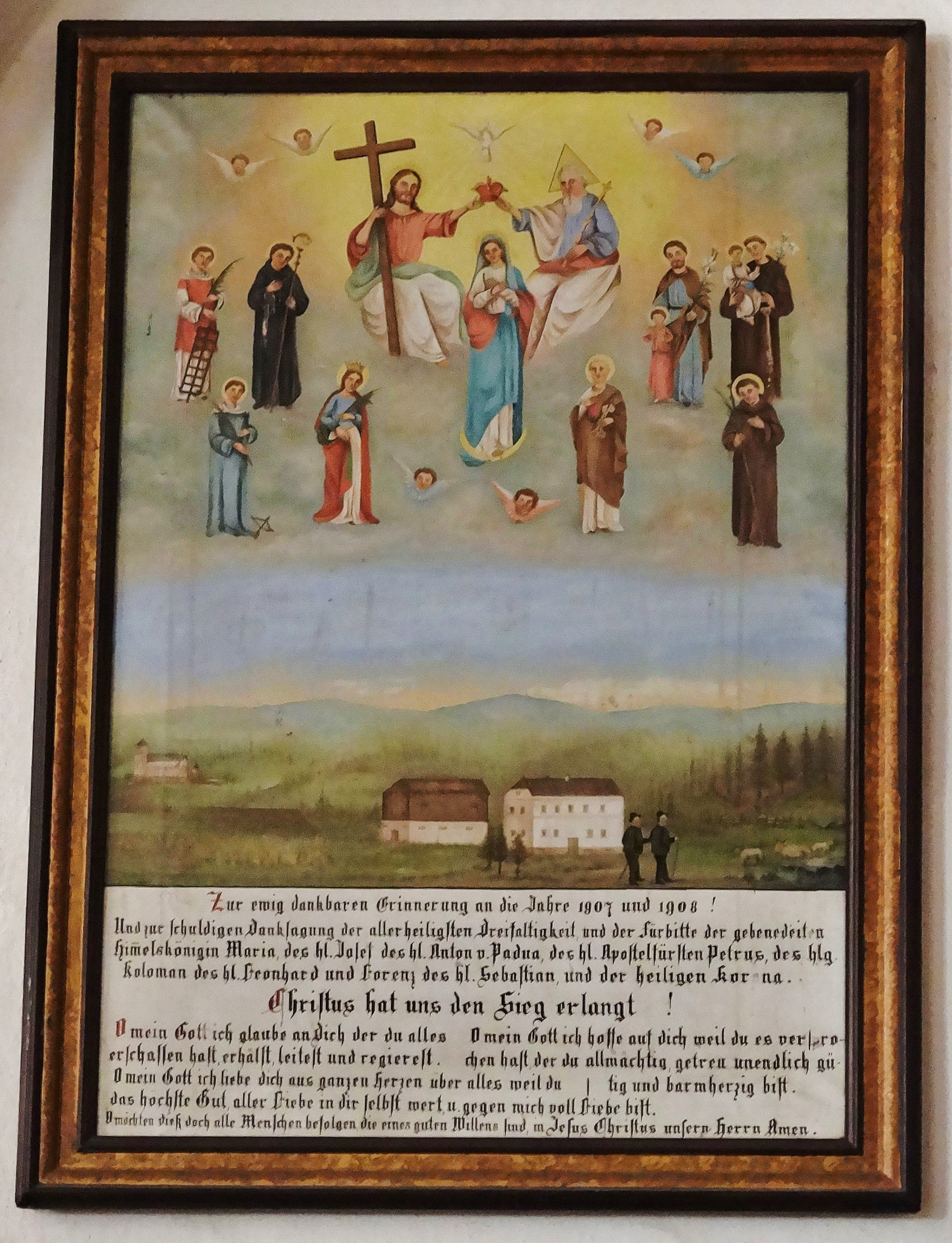
Votivbild an der Westwand der Vorhalle

## Karner
Der romanische Karner nordöstlich der Kirche, ist ein zweigeschoßiger Rundbau mit Kegeldach aus der zweiten Hälfte des 12. Jahrhunderts mit einem profilierten Rundbogenportal, einem Maßwerkfenster und kleinen Rundbogenfenstern, einem vieleckigen Dachgesims. Im Untergeschoß befindet sich die Beinkammer, im Obergeschoß eine Kapelle mit einem 1654 geweihten Altar. Im Altarschrein steht eine plastische Darstellung des mit einem Drachen kämpfenden heiligen Georg. Am Antependium ist eine Abendmahldarstellung gemalt.

## Bedeutung als Wallfahrtskirche
Die überwiegend aus Kärnten und der Obersteiermark kommenden Wallfahrer riefen den heiligen Leonhard um Fürbitte gegen Krankheiten von Vieh und Mensch, aber auch um Befreiung aus der Gefangenschaft an, wobei Votivgaben aus Eisen dargebracht wurden. Hauptwallfahrtstage sind der Pfingstmontag und der 6. November. In der Kirche hat sich eine große Zahl von geschmiedeten Eisenvotivgaben erhalten, die in schlichten Formen Menschen und Tiere wiedergeben.